# Танатонавти
«Танатонавти» (фр. Les Thanatonautes) — науково-фантастичний роман французького письменника Бернара Вербера, написаний у 1994 році. Це — перша книга серії «Янгольський цикл», вона присвячена пошукам загробного життя. 
«Танатонавти»  є першим у серії з п'яти частин, тобто є першою частиною пентології небес. Разом з «Імперія янголів» (фр. L'Empire des anges, 2000) завершує «Янгольський цикл». Далі йде «Цикл богів»  (фр. Nous les dieux)  - трилогія "Ми, боги" (фр. Nous les dieux, 2004),  «Подих богів» (фр. Le souffle des dieux, 2005) та  «Таємниця богів» (фр. Le mystère des dieux, 2007).
Книга, яку можна віднести до філософської наукової фантастики (з відтінком фентезі), переносить читачів у подорож до останнього незвіданого континенту — смерті. Термін thanatonaute походить від "thanatologie", походить від грецького бога смерті Thanatos і nautis (навігатор) і, таким чином, означає навігатора смерті або дослідника смерті.
У романі розповідається про дослідника Мішеля Пенсона та його друга Рауля Разорбака, які відправляються досліджувати Остаточний Континент (під назвою Нова Австралія): континент смерті. Ця пригода перенесе нас через різні зони континенту мертвих до знаменитого світла. Виконуючи ці дослідження, танатонавти добровільно ризикують своїм життям, щоб відкрити таємниці смерті.
Повторюваний процес для Бернара Вербера: книга чергує уривки, присвячені спільній нитці історії, і ті, що складаються зі священних текстів, витягнутих з міфологій, релігій і космогоній з усього світу, згрупованих під назвою «Уривок із дипломної роботи Френсіса Разорбака  "Смерть ця невідома"». Все це підкреслює, наскільки кожна з цих точок зору схожа одна на одну, і розповідати ту саму історію, лише різними словами та символами. 
Роман присвячений тій же темі, що й американський фільм «Коматозники», випущений чотирма роками раніше.

## Сюжет
Головний герой роману Мішель Пенсон — анестезіолог в лікарні, разом зі своїм другом, Раулем Розербаком, розпочинають дослідження того, що знаходиться з іншого боку смерті.
Мішель Пенсон дізнається про свою смерть від м'ясника містера Дюпона, розчавленого тушею яловичини Шароле, яка несподівано випала. Навколо незручних питань, які він задає матері, виникає певна цікавість до цього приводу. Коли його прабабуся Аглае помирає, експромт, зроблений ним, викликає гнів його діда, який дає йому ляпаса, щоб той зрозумів серйозність смерті. Потім Мішель вирішує змусити себе плакати. Третій досвід Мішеля зі смертю стосується його власної смерті. Потрапивши в автомобільну аварію, він швидко відлітає, щоб знову впасти; йому тоді було сім років.
У вісім років настала черга помирати дядькові Норберту. На похоронах Мішель добре засвоїв урок і виплакав, коли подумав про варений шпинат. Там він зустрів і познайомився з Раулем Разорбаком, який став його другом. Тоді цвинтар Пер-Лашез стає їхнім улюбленим місцем зустрічей. Цей описує пристрасть його батька-самогубця до смерті: Френсіс Разорбак через свою тезу, смерть, це невідоме. Однак Рауль антисоціальний і, як виявляється, прокляття свого класу. Він показує йому палату для вмираючих лікарні Сент-Луїса, щоб краще зрозуміти смерть, у якій вони відкривають неприємний аспект.
Двоє друзів розлучаються, і Мішель вирішує вивчати медицину на відділенні анестезіології та реанімації. Двоє друзів знову зустрічаються у віці тридцяти двох років. Тоді Мішель працює анестезіологом-реаніматологом, а Рауль — дослідником біології в Національному центрі наукових досліджень і досліджує зимову сплячку бабаків. В історії з'являється ще один танатонавт: президент Франції Люсінда, який на мить помирає після того, як хтось із натовпу застрелив його. Потім він переживає близькосмертні враження, і його вдалося реанімувати завдяки невпинним терапевтичним зусиллям. Здобувши цей досвід, він вирішив розпочати великий дослідницький проект у галузі близькосмертних вражень. Потім Мішель (після деяких вагань) і Рауль за допомогою медсестри Амандін проводять експерименти на добровольцях з пенітенціарного центру Флері-Мерогіс. Після багатьох невдач вони нарешті знайшли потрібного кандидата - Фелікса Кербоз.
Але розгорівся медіа-скандал у сфері танатонавтики. Щоб оцінити добросовісність Люсінди, в прямому ефірі організовується опосередкований експеримент, метою якого є повернення Фелікса Кербоза до життя. Їй це вдалося ледве, але це дозволило президенту насолодитися новою славою. Починається гонка за танатонавтику, мова йде про те, щоб якомога далі відсунути дослідження континенту, описаного Феліксом. Що за воронкою? Карта та дослідження континенту мертвих тоді стали пріоритетом у всьому світі. Наймають ще одного кандидата, Жана Брессона, холоднокровного каскадера, який швидко замінює Фелікса після його смерті, змагаючись з англійцем Біллом Грехемом, колишнім артистом на трапеції, а потім іншими, які приходять йому на зміну.
Потім Жану Брессону вдається подолати першу соматичну стіну; те, що він там виявляє, є жахливим, після блакитної території є чорна територія, територія темряви. Минає час, перш ніж гонка відновиться, зіткнувшись зі страхом, який представляє ця територія. З'являється італійська буддистка Стефанія Чікеллі. Для подорожей вона використовує не хімію, а техніку медитації. Нарешті їй вдається перетнути другий коматичний бар'єр і дістатися до третьої стіни, червоного кольору, це зона сексуальних насолод. Що викликає конфлікт між модерністами та консерваторами. Після ектоплазматичної атаки релігійних фанатиків, яку Мішелю ледь вдалося відбити, він вирішує одружитися з Роуз, а Рауль одружується зі Стефанією. Тоді технічне радіовідкриття дає змогу виміряти просування Танатонавтів у космосі та визначити місцезнаходження раю поблизу чорної діри Стрільця А.
Дослідження континенту мертвих триває, саме сліпий рабин Фредді Майєр відкриває, що знаходиться за третьою коматозною стіною, рівниною, що простягається на кілька кілометрів, де чекають мільярди ектоплазм. Поки вони досліджують континент мертвих, на них нападає секта гашишинів, піратських ектоплазм, які намагалися перерізати пуповину, яка з'єднувала його з тілом. Потім на континенті мертвих спалахує справжня війна релігій. Фредді об’єднується з азіатами, щоб сформувати свою невелику ектоплазматичну армію, яку він називає армією альянсу, тоді як гашиші утворюють коаліцію; після великої битви в раю, яка принесла користь альянсу, між двома таборами встановлюється тривалий мир і встановлюються правила, що керують раєм.
Розвідка триває; після зони очікування йде жовта зона, абсолютне знання. Фредді впроваджує нову техніку дослідження, яка полягає в тому, що пуповини прикріплюються один до одного, щоб отримати міцніші. Після цього йде шоста коматична стіна, зелена, ідеальної краси. У цей момент гонка на смерть затихає, а внутрішня боротьба між прихильниками танатонавтики та супротивниками загострюється, нападаючи на Роуз, яку Мішель вирішує врятувати, експериментуючи з  близькосмертними враженнями. Зрештою він приєднується до неї на горі зважування, де зустрічає суддів (архангелів), вона повертається, але Фреді вбивають гашишини.
Мішель повертається до шостої території, де він розмовляє з янголом, святим Ієронімом, який каже йому, що він є великим посвяченим, завдання якого полягає в тому, щоб виявити істину, допомогти душам піднятися духовно та надати їм інформацію про організацію раю. Він користується нагодою, щоб поговорити з іншими янголами, які навчають його правді про його існування: мати Рауля вбила його батька, а Мішель лише прийомний син. Потім настає час шоу-бізнесу та видовищ; проводяться конференції, і ектоплазматичний репортер відправляється за межі, щоб взяти інтерв’ю про зважування душі. Потім настає ера загальної доброти через страх бути погано оціненим у зважуванні душ, що робить суспільство апатичним і фаталістичним. Торгівля, пов’язана з танатонавтикою, набуває непропорційного вигляду з такою поведінкою, як люди, які вчиняють самогубства через «так» чи «ні», і хвилею крадіжок тіл (через розмноження блукаючих душ). Щоб боротися з цим, Стефанія створює бригаду зла, щоб врівноважити сентиментальність навколишнього середовища. Вона разом зі своєю командою руйнує лабораторію Бютт Шомон і вбиває Рауля Разорбака, який одного разу прибув на гору суду, просить перевтілитися у лозу.
Нарешті янголи вирішують втрутитися в наш світ, спричинивши через авіакатастрофу смерть піонерів-танатонавтів і стерти пам’ять широкої громадськості.
Наприкінці історії Мішель Пенсон та його друзі, яких вважають великими посвяченими, однак приречені бути засудженими та дотримуватися традиційного курсу перевтілень.

## Дійові особи

### Мішель  Пенсон
- 5 років: він виявляє смерть разом з Mr. Дюпон, його м'ясник і його прабабуся Аглае, не розуміючи всієї серйозності, батьки дали йому ляпаса. Відтепер Мішель  змушуватиме себе плакати.
- 7 років: його збиває машина і він помирає на кілька хвилин. Перший особистий досвід смерті.
- 8 років: він цікавиться смертю інших через ЗМІ. На похоронах свого дядька Норберта він зустрічає Рауля, який стане його найкращим другом. Дуже культурний, він знайомить його з єгипетською міфологією, надає йому сміливості, щоб відлякати послідовників сатаністської секти, досліджує геріатричне відділення лікарні, щоб розслідувати смерть. Занадто оригінальні для своїх товаришів, вони терплять їх інвективи.

Поки друзі розлучаються надовго, мати Мішеля знаходить його щоденник, який його брат Конрад збирається показати у своїй школі, що викликає з нього глузування та глузування.
- 18 років: почав вивчати медицину за спеціальністю анестезіологія та реаніматологія.
- 32 роки: на кладовищі Пер-Лашез він знайшов свого друга Рауля, який вивчав для нього біологію, проводячи досліди зі сплячки бабаків.

Згодом, після деякого небажання, він приєднався до команди Танатонавтів і проводив експерименти на ув'язнених. Після кількох жертв, його перший успіх, Фелікс Кербоз дозволяє йому досягти успіху. Закоханий в Амандін, він одружується з вченим Роуз Солал, яку він повинен врятувати з королівства мертвих після її вбивства, що також є його першим танатонавтичним досвідом. Тоді його так само, як і його друзів, вважають великим посвяченим. Потім його друг каже йому, що він сирота і що інша жінка чекає на нього в іншому місці. Проте Мішель  вирішує проігнорувати цю інформацію. Тоді досвід танатонавтики закінчується виродженням, янголи вирішують покласти цьому край, спричинивши аварію Boeing 747 і стерши пам’ять про цю тему. Він і його друзі гинуть в аварії.

### Рауль Разорбак
У дитинстві Рауль зустрів Мішеля Пенсона на кладовищі Пер-Лашез на похоронах свого дядька Норбера, коли сам віддавав шану на могилі свого покійного батька Френсіса Разорбака. Дуже культурний, він познайомив його з єгипетською міфологією, а також із радощами читання. Разом вони протистоять секті сатаністів, які часто відвідують кладовище, і вирішують дослідити смерть, досліджуючи геріатричне відділення лікарні. Його оригінальність робить його чорною вівцею серед товаришів. Згодом двоє друзів розлучилися приблизно на двадцять років, перш ніж знову зустрітися. Тоді Рауль був біологом і проводив експерименти зі сплячкою бабаків. Після замаху на Президента Люсінду він найняв його для проведення експериментів на ув'язнених у в'язниці Флері-Мерожі. Він пожертвує багатьма людськими життями, перш ніж досягти успіху, з неохочою допомогою свого друга Мішеля та красуні-медсестри Амандін. Спочатку він заводить роман з Амандін, потім одружується на Стефанії на подвійній церемонії зі своїм другом Мішелем. Через секрети від Сатани він дізнається причину самогубства свого батька, а також болісну інформацію про минуле Мішеля. Не витримавши цієї довіри, він глибоко занурюється в алкоголь. Зрештою Стефанія покидає його, а потім приєднується до сатаністського руху. Нарешті його вбиває сокирою Мартінес, мстивий колишній каторжник під час нападу на паризький танатодром. Прийшовши на зважування душі, він просить архангелів перевтілити його у виноградну лозу, хоча завдяки своєму статусу великого посвяченого він міг би отримати краще перевтілення.

### Амандин Баллус
Вона зустрічає двох героїв у в'язниці Флері-Мерожі, щоб провести експерименти з NDE на в'язнях. Вона схожа на Ґрейс Келлі та любить секс, вона має потяг до танатонавтів, які ризикують, зокрема до Фелікса Кербоза, Рауля Разорбака та Фредді Майєра, з яким вона врешті-решт виходить заміж. Мішель  таємно кохає її, на що не відповідає взаємністю. Вона загинула в катастрофі Boeing 747.

### Роуз Солал
Вчений, який працює над проектом Eden, вона приєднується до команди танатонавтів на півдорозі та розробляє приймач хвиль, який дозволяє їй ідентифікувати хвилі, що випромінюються ектоплазмами танатонавтів. Роуз і Мішель  закінчують разом; останній піде, щоб відновити її в раю, на горі суду, згодом вона народжує Фредді молодшого, якого спочатку вважали її реінкарнацією (неправильно). Вона загинула в катастрофі Boeing 747.

### Фредді Майєр
Колишній хореограф, який став євреєм і рабином після нещасного випадку на дельтаплані, внаслідок якого він осліп, Фредді Майєр має чудове почуття гумору, яке підтверджується кінець циклу його реінкарнації, і встановлює техніку плетених шнурів, яка дозволить нашим героїв, щоб досягти кінця королівства мертвих. Він також сміливий авантюрист і видатний стратег у битві за рай. Одружений з Амандін, він був убитий старим з гори після рятувальної місії Роуз Солал.

### Старий з гори
Лідер гашишної секти та головний суперник Фредді Майєра, він організовує конфлікт ектоплазм у раю, він вбиває Фредді після засідки під час рятувальної операції (Роуз) і закінчує сам — навіть убитий Амандін, яка розрізає йому пуповину шнур.

### Стефанія Чікеллі
Італійка з Монпельє, буддистка, вона першою зуміла подолати стіну насолод завдяки своїй техніці медитації. Маючи міцну статуру (яку вона змогла подолати завдяки своєму розуму та медитації), вона вміє читати душі та має певні знання про царство мертвих, які вона черпає від Бардо Тодола. Вона закохується в Рауля Разорбака, який зрештою покидає Амандін, а потім сама кидає його, щоб приєднатися до сатаністського руху, вважаючи, що світ став занадто милим; її ставлення змусить її вбити свого колишнього супутника. Вона єдина, кого врятували від аварії Боїнга, янголи вважають, що вона покаялася.

### Конрад Пенсон
Прийомний брат Мішеля, він також є маленьким вихованцем своєї матері, проводить час, дражнячи свого брата, і досягає успіху в житті. Після розквіту танатонавтики він більше зосередився на меркантильному та спекулятивному аспектах бізнесу. Він втрачає сина, який покінчує життя самогубством, сподіваючись на краще перевтілення, але, здається, це не сильно на нього впливає.

### Фелікс Кербоз
Ув’язнений у в’язниці Флері Мерогіс, розумніший і сильніший за інших, він перший, хто вижив після експериментів, і перший починаючий Танатонавт, і він починає стосунки з Амандін. Але відчуваючи прикро про себе та хронічного алкоголіка, він вирішує покинути цей світ, просячи його пробачення.

### Френсіс Разорбак
Це батько Рауля, основа його смаку до всесвіту мертвих, через його таємниче самогубство, коли він писав " Смерть, ця невідома », про які ми регулярно знаходимо статті, розкидані по всій праці, трохи схожі на Енциклопедію відносного й абсолютного знання Едмонда Уеллса. Саме під час розмови з Сатаною Рауль дізнається, що насправді до самогубства його батька призвела його мати.

### Максим Віллен
Репортер маленького ілюстрованого танатонавта, наділеного феноменальною пам’яттю, він відомий, зокрема, тим, що записав райську битву та зробив інтерв’ю про зважування душі (інтерв’ю з ектоплазмою Донах’ю) на горі судження. Він також вважається зрадником архангелів-суддів і потрапляє в аварію Боїнга.

### Жан Люсінда
Президент Французької Республіки у 2060-х роках, жертва замаху у віці 58 років під час прогулянки у Версалі. Ця спроба дозволяє йому випробувати близькосмертні враження, що вирішує його піти на сферу паранормального явища, проводячи експерименти у в’язниці Флері-Мерожі Раулем Разорбаком, Мішелем Пенсоном і Амандін Баллус. Він не дослідник, його цікавить лише мандат, він також використовує аргумент раю, щоб бути переобраним (брехня, звичайно). Він закінчує життя самогубством, втомившись від свого існування.

### Бенуа Меркасьє
Міністр досліджень Люциндер приїжджає за порадою до нього після спроби вбивства, щоб провести експерименти над в'язнями в'язниці Флері-Мерожі. Зрештою він подав у відставку та втік після того, як стало відомо про смерть у в’язниці.